# AgainstTheWest
AgainstTheWest, ou ATW est un groupe de hackers également connu sous le nom de Blue Hornet. On ne connait pas exactement leur appartenance et on ne sait pas qui ils sont réellement.

## Présentation
Malgré leur nom, ce groupe de hackers prétend protéger par ses actions les pays occidentaux, notamment les pays de l'OTAN. Cet engagement en faveur de l'OTAN se manifeste notamment par les cibles du groupe : des entités russes ou chinoises. Ils se définissent comme hacktivistes et hackers éthiques. Leur objectif est de récupérer des secrets d'état et des documents dans des pays comme la Chine, la Russie, l'Iran ou la Corée du Nord et de les partager avec les services de renseignements occidentaux.
Leur nom commence à être connu le jour où ce groupe de hackers revendique en octobre 2021 le piratage de la banque centrale chinoise. Les données sont mises à disposition pour 1 200 $ sur un forum du darknet. Fin octobre 2021, le  groupe revendique le piratage du ministère chinois de la sécurité publique. En novembre ils mettent à disposition des parties du code source de TikTok. Ces 3 opérations dans un laps de temps rapproché vont les faire connaitre des milieux des hackers.
Cependant des professionnels de la cybersécurité s'interrogent sur la réalité de leurs exploits, comme Check Point pour qui il n'y a pas de preuve solide de leurs piratages.
Début septembre 2022, le groupe revendique sur Breach Forums, un forum spécialisé, l'accès à deux milliards de lignes de données en provenance de TikTok et WeChat représentant un volume de 790 Go. TikTok dément la fuite de données. Le 5 septembre 2022 le compte est supprimé du forum de hackers Breach Forums, avec la mention « ment sur les fuites de données »,,. Troy Hunt (en), spécialiste en violation de données, a un avis partagé sur la question du piratage de TikTok et considère que les preuves du piratage sont peu concluantes.